# Hjortsberga, Alvesta kommun
Hjortsberga är en tätort i Alvesta kommun i Kronobergs län. Strax öster om tätorten ligger småorten och tillika kyrkbyn Hjortsberga med Hjortsberga kyrka.
Ortens fotbollslag heter Hjortsberga IF.

## Befolkningsutveckling
| Befolkningsutvecklingen i Hjortsberga 1960–2020 | Befolkningsutvecklingen i Hjortsberga 1960–2020 | Befolkningsutvecklingen i Hjortsberga 1960–2020 | Befolkningsutvecklingen i Hjortsberga 1960–2020 | Befolkningsutvecklingen i Hjortsberga 1960–2020 |
| ----------------------------------------------- | ----------------------------------------------- | ----------------------------------------------- | ----------------------------------------------- | ----------------------------------------------- |
|                                                 |                                                 |                                                 |                                                 |                                                 |
| År                                              |                                                 |                                                 | Folkmängd                                       | Areal (ha)                                      |
| 1960                                            | 1960                                            |                                                 | 286                                             |                                                 |
| 1965                                            | 1965                                            |                                                 | 317                                             |                                                 |
| 1970                                            | 1970                                            |                                                 | 284                                             |                                                 |
| 1975                                            | 1975                                            |                                                 | 293                                             |                                                 |
| 1980                                            | 1980                                            |                                                 | 306                                             |                                                 |
| 1990                                            | 1990                                            |                                                 | 271                                             | 63                                              |
| 1995                                            | 1995                                            |                                                 | 260                                             | 63                                              |
| 2000                                            | 2000                                            |                                                 | 244                                             | 63                                              |
| 2005                                            | 2005                                            |                                                 | 229                                             | 63                                              |
| 2010                                            | 2010                                            |                                                 | 245                                             | 63                                              |
| 2015                                            | 2015                                            |                                                 | 254                                             | 61                                              |
| 2020                                            | 2020                                            |                                                 | 253                                             | 63                                              |
|                                                 |                                                 |                                                 |                                                 |                                                 |